# Mecocerculus leucophrys
Mecocerculus leucophrys е вид птица от семейство Tyrannidae. Видът е незастрашен от изчезване.

## Разпространение
Разпространен е в Аржентина, Боливия, Бразилия, Колумбия, Еквадор, Перу и Венецуела.